# Karl Gerland

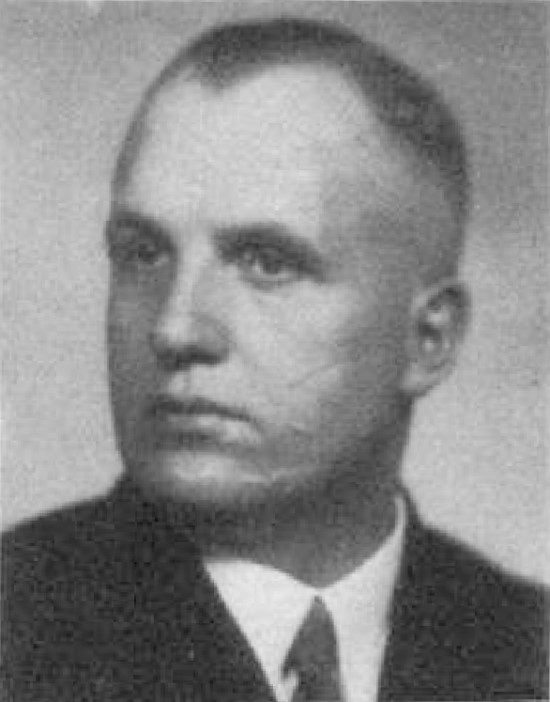
Karl Gerland

Karl Gerland (* 14. Juli 1905 in Gottsbüren (heute ein Stadtteil von Trendelburg); † 21. April 1945 in Frankfurt (Oder)) war deutscher NSDAP-Gauleiter im Gau Kurhessen und SS-Führer.

## Leben
Gerland studierte nach Ablegung der Reifeprüfung am Realgymnasium II in Kassel von 1923 bis 1927 Maschinenbau an der TH Hannover. Ab Februar 1928 war er als Messtechniker bei einer hannoverschen Kabelfabrik tätig und danach als „Konstruktionsingenieur für Patentvorrichtungen im technischen Büro“. Ab 1930 arbeitete er im elterlichen Betrieb.
Gerland gehörte in den 1920er Jahren dem Bataillon Hindenburg an. Er trat zum 1. Dezember 1929 der NSDAP bei (Mitgliedsnummer 176.572). Ab 1930 war er Kreisleiter im Kreis Hofgeismar. Ab Januar 1932 war er zunächst stellvertretender Gaupropagandaleiter und ab Juli 1932 Gaupropagandaleiter im Gau Kurhessen.
Zudem wurde er Bezirksleiter der Partei in Fulda-Hersfeld-Hünfeld. Ab 1933 war er Leiter der Landesstelle Kurhessen des Reichsministeriums für Volksaufklärung und Propaganda und gehörte von Oktober 1934 bis 1938 als Amtsleiter zum Stab des Stellvertreters des Führers, Rudolf Heß. Hier war er für das „Berichtswesen“ zuständig. Außerdem leitete er 1935 bis 1939 das jeweils für die Reichsparteitage angegliederte „Amt für Ehrengäste der Reichsparteitage“.
Ab 29. März 1936 war er Mitglied des Reichstags (MdR). Der SS trat Gerland 1937 im Rang eines SS-Hauptsturmführers bei (SS-Nummer 293.003). In der SS stieg Gerland am 1. August 1944 bis zum SS-Gruppenführer auf.
Ab dem 1. Juni 1938 war Gerland stellvertretender Gauleiter im Reichsgau Niederdonau. In dieser Funktion forderte er 1942 die Zwangssterilisation der Insassen des Zigeunerlagers Lackenbach. Von November 1943 an übernahm er kommissarisch die Aufgaben des Gauleiters im Gau Kurhessen als Nachfolger des abgesetzten Gauleiters Karl Weinrich und wurde am 13. Dezember 1944 förmlich zum Gauleiter ernannt. Von Juli 1944 bis 1945 war er zugleich Oberpräsident der Provinz Kurhessen. Gerland fiel bei den Kämpfen um Frankfurt (Oder) am 21. April 1945. Er galt nach 1945 als der „meistgehassteste nat.soz. Führer von ganz Nieder-Österreich“.